# Salto de esqui nos Jogos Olímpicos de Inverno de 1984
As competições de salto de esqui nos Jogos Olímpicos de Inverno de 1984 foram disputadas nos dias 12 e 18 de fevereiro em Sarajevo, na então Iugoslávia. A modalidade teve disputas em dois eventos: saltos em pista curta e pista longa.

## Medalhistas
| Evento                           | Ouro                                | Prata                               | Bronze                        |
| -------------------------------- | ----------------------------------- | ----------------------------------- | ----------------------------- |
| Pista normal individual detalhes | Jens Weißflog GDR Alemanha Oriental | Matti Nykänen FIN Finlândia         | Jari Puikkonen FIN Finlândia  |
| Pista longa individual detalhes  | Matti Nykänen FIN Finlândia         | Jens Weißflog GDR Alemanha Oriental | Pavel Ploc TCH Checoslováquia |

## Quadro de medalhas
| Ordem | País                  | Medalha de ouro | Medalha de prata | Medalha de bronze |   |
| ----- | --------------------- | --------------- | ---------------- | ----------------- | - |
| 1     | FIN Finlândia         | 1               | 1                | 1                 | 3 |
| 2     | GDR Alemanha Oriental | 1               | 1                |                   | 2 |
| 3     | TCH Checoslováquia    |                 |                  | 1                 | 1 |
| TOTAL | TOTAL                 | 2               | 2                | 2                 | 6 |